# قرار مجلس الأمن التابع للأمم المتحدة رقم 1675
قرار مجلس الأمن التابع للأمم المتحدة رقم 1675، الذي اتخذ بالإجماع في 28 أبريل 2006، بعد أن ذكر جميع القرارات السابقة بشأن الوضع في الصحراء الغربية، بما فيها القرارات 1495 (2003)، 1541 (2004) و1634 (2005)، مدد مجلس الأمن ولاية بعثة الأمم المتحدة للاستفتاء في الصحراء الغربية حتى 31 أكتوبر 2006.

## القرار

### أعمال
وطُلب من جميع الأطراف احترام الاتفاقات العسكرية التي تم التوصل إليها مع بعثة الأمم المتحدة للاستفتاء في الصحراء الغربية بشأن وقف إطلاق النار. ودُعيت الدول الأعضاء إلى النظر في الإسهام في تدابير بناء الثقة لتيسير زيادة الاتصال الشخصي، مثل الزيارات العائلية. تم تمديد ولاية بعثة الأمم المتحدة للاستفتاء في الصحراء الغربية وأصدر الأمين العام كوفي عنان تعليماته بتقديم تقرير عن الوضع في الصحراء الغربية. وعلاوة على ذلك، صدرت تعليمات إليه أيضا بضمان مزيد من الامتثال لسياسة عدم التسامح مطلقا بشأن الاستغلال الجنسي بين أفراد البعثة.

## روابط خارجية
- نص القرار في undocs.org